# Ligue des champions de futsal de l'UEFA
La Ligue des champions de futsal de l'UEFA  est une compétition annuelle de futsal organisée par l'Union des associations européennes de football (UEFA) et regroupant les meilleurs clubs du continent européen. Appelée Coupe de futsal de l'UEFA jusqu'en 2018, elle fait suite à la Coupe des clubs champions européens qui, de sa création en 1985 jusqu'en 2001, opposait déjà les meilleurs clubs européens, mais hors du giron de l'UEFA.

## Histoire

### Coupe des clubs champions (1985-2001)
La première compétition interclubs d'Europe est la Coupe des clubs champions européens de futsal, fondée en 1985.
Les derniers vainqueurs sont toujours les clubs hôtes et viennent toujours d'Espagne, de Russie ou d'Italie. Le ISK Dina Moskva remporte notamment trois titres.

### Coupe de l'UEFA (2002-2018)
Pour la saison 2001-2002, la Coupe des clubs champions européens de futsal non-officielles laisse place à la Coupe de futsal de l'UEFA, où l'on voit s'opposer 29 clubs du continent. En février 2002, huit équipes participent à la première phase finale organisée à Lisbonne. L'équipe espagnole de Playas de Castellón remporte cette nouvelle compétition face aux Belges de Action 21 Charleroi lors de la finale du 3 mars 2002 sur le score de 5-1.
Le club espagnol de Castellon remporte aussi la deuxième édition, en 2002-03, conclue en finale aller-retour comme revanche de l'année précédente en avril et mai 2003.
L'édition 2003-04 rassemble 33 équipes de 32 pays différents et le trophée reste en Espagne avec le sacre de l'Inter FS face au SL Benfica (7-5 cumulé).
Il faut attendre la saison 2004-2005 pour voir un club non-ibérique s’imposer, avec la victoire du club belge d’Action 21 Charleroi pour sa troisième finale aux dépens du Dinamo Moscou (4-3 et 6-6).
En 2005-2006, le Boomerang Interviu retrouve sa couronne, perdue un an auparavant, aux dépens du Dinamo Moscou, qui perd sa seconde finale consécutive (6-3 et 3-4).
Lors de la saison 2006-2007, quarante formations disputent la compétition pour la première fois, pour seize équipes présentent au tour Élite et les débuts des phases finales à quatre clubs. Le Dinamo Moscou atteint sa troisième finale de suite pour une première victoire lors de la revanche de l'année précédente (2-1).
En 2007-2008, avec 44 participants, la couronne européenne reste en Russie avec la victoire du MFK Iekaterinbourg, qui n’a alors jamais remporté de titre national, face au ElPozo Murcie FS (4-1).
En 2008-2009, l’Interviu Madrid remporte son troisième titre européen en battant en finale le tenant du titre russe qui accueille la compétition à Iekaterinbourg.
Pour leur première participation, les Russes du Gazprom-Iougra Iougorsk s'offrent lors de la finale du 24 avril 2016 les Espagnols de Interviú Madrid, triples vainqueurs de l'épreuve[réf. nécessaire].

### Ligue des champions (depuis 2018)
Le Comité exécutif de l'UEFA annonce le 4 avril 2017 le renommage de la compétition en Ligue des champions de futsal de l'UEFA à partir de la saison 2018-2019, par homogénéité avec les autres compétitions de l'UEFA.
En 2021-2022, le FC Barcelone dispute sa troisième finale consécutive, un record. Le Barça remporte son quatrième sacre aux dépens du Sporting Portugal (4-0), dans la revanche de l'édition précédente.

## Règlement

### Format
La compétition comporte trois phases de qualification successives — tour préliminaire, tour principal et tour élite — et une finale à quatre (final four). Les trois tours de qualification se déroulent sous forme de mini-tournois où quatre équipes (éventuellement trois au tour préliminaire) se retrouvent chez l’une d’elles et s’affrontent toutes sur quatre jours. Les vainqueurs de chaque groupe du Tour préliminaire et du Tour élite sont qualifiés pour la phase suivante. Jusqu’en 2017, les deux premiers de chaque groupe du Tour principal étaient qualifiés pour le Tour élite, où entraient directement les quatre meilleures équipes.
Pour la saison 2017-2018, la dernière sous la dénomination UEFA Futsal Cup, toutes les équipes débutent lors d’un des deux premiers tours et le Tour principal est scindé en deux. Selon leur coefficient UEFA, les équipes concourent dans deux voies différentes. Les quatre groupes de la voie A (qu’on peut assimiler à des poules hautes) réunissent seize des vingt meilleures équipes et offrent trois places chacun pour le tour suivant. Les autres équipes sont réparties dans les quatre groupes de la voie B dont seuls les vainqueurs poursuivent la compétition.
Le tournoi final compte quatre équipes de 2006-2007 à 2019-2020 et huit équipes en 2001-2002 et 2020-2021. Une finale en deux manches a été disputée de 2002/03 à 2005/06, et des demi-finales en deux manches ont eu lieu lors de la dernière de ces quatre saisons.
| Période               | tour préliminaire                        | tour principal                           | tour élite                               | Phase finale                 |
| --------------------- | ---------------------------------------- | ---------------------------------------- | ---------------------------------------- | ---------------------------- |
| 2001-2002             |                                          |                                          |                                          | finale à 8                   |
| 2002-2003 à 2005-2006 |                                          |                                          |                                          | finale à deux (aller-retour) |
| 2006-2007 à 2019-2020 |                                          |                                          |                                          | finale à 4                   |
| 2020-2021             | tournoi à élimination directe (covid-19) | tournoi à élimination directe (covid-19) | tournoi à élimination directe (covid-19) | finale à 8                   |
| 2021-2022             |                                          |                                          |                                          | finale à 4                   |

### Participants
Le champion de chaque fédération est qualifié pour cette compétition ainsi que le tenant du titre. Si, pour quelque raison que ce soit, un champion ne peut participer, il est remplacé par le suivant au classement. Pour la saison 2017-2018, l’UEFA décide de qualifier également le vice-champion des trois meilleures associations nationales. Cependant, si le tenant du titre est issu d’un des trois meilleurs championnats, la place supplémentaire est réattribuée à l’association classée quatrième car il ne peut y avoir plus de deux participants par pays.

## Autour de la compétition

### Lieu de la finale
En 2021, deux villes ont accueilli plus d'une phase finale de la Coupe/Ligue des champions de futsal de l'UEFA : Lisbonne (2002, 2010 et 2015) et Almaty (2011, 2017 et 2019),.
Pour conclure l'édition 2021-2022, l'Arena Riga est retenu pour le final four. L'enceinte a déjà accueilli la première phase du Championnat d'Europe des moins de 19 ans en 2019. Il s'agit seulement de la deuxième phase finale à avoir lieu dans un pays autre que celui de l'un des quatre finalistes (après Zadar en Croatie en 2021).
| Lieu de la finale par édition | Lieu de la finale par édition | Lieu de la finale par édition | Lieu de la finale par édition |
| N°                            | Édition                       | Pays de la finale             | Ville de la finale            |
| ----------------------------- | ----------------------------- | ----------------------------- | ----------------------------- |
| 1                             | 2001-2002                     | Portugal                      | Lisbonne                      |
| 6                             | 2006-2007                     | Espagne                       | Murcie                        |
| 7                             | 2007-2008                     | Russie                        | Moscou                        |
| 8                             | 2008-2009                     | Russie (2)                    | Iekaterinbourg                |
| 9                             | 2009-2010                     | Portugal (2)                  | Lisbonne (2)                  |
| 10                            | 2010-2011                     | Kazakhstan                    | Almaty                        |
| 11                            | 2011-2012                     | Espagne (2)                   | Lleida                        |
| 12                            | 2012-2013                     | Géorgie                       | Tbilissi                      |
| 13                            | 2013-2014                     | Azerbaïdjan                   | Bakou                         |
| 14                            | 2014-2015                     | Portugal (3)                  | Lisbonne (3)                  |
| 15                            | 2015-2016                     | Espagne (3)                   | Guadalajara                   |
| 16                            | 2016-2017                     | Kazakhstan (2)                | Almaty (2)                    |
| 17                            | 2017-2018                     | Espagne (4)                   | Saragosse                     |
| 18                            | 2018-2019                     | Kazakhstan (3)                | Almaty (3)                    |
| 19                            | 2019-2020                     | Espagne (5)                   | Barcelone                     |
| 20                            | 2020-2021                     | Croatie                       | Zadar                         |
| 21                            | 2021-2022                     | Lettonie                      | Riga                          |
| 22                            | 2022-2023                     | Espagne (6)                   | Palma de Majorque             |
| 23                            | 2023-2024                     | Arménie                       | Erevan                        |
| 24                            | 2024-2025                     | France                        | Le Mans                       |

### Trophée
La partie supérieure du trophée avec le ballon en plexiglas reflète le dynamisme et l’harmonie du football en salle, ainsi que le logo de la compétition. L’armature, la base et le pilier montrent une variation entre les finitions en mat et en brillant qui accentuent la forme du trophée et soulignent la noblesse de son apparence.
Le trophée est remis pour un an au club vainqueur. Celui-ci doit remettre le trophée à l’UEFA deux mois avant le début de la phase finale suivant. L’UEFA se charge de graver le trophée avec le nom des clubs vainqueurs.
Le trophée en quelques mots :
- Taille : 40 centimètres
- Poids : 7,5 kilogrammes
- Matières : Alliage de métal et plexiglas
- Concepteur : Blue Infinity (Genève)

### Logo

Logo de la Coupe de futsal de l'UEFA.
Logo de la Ligue des champions de futsal.

### Médiatisation
En février 2021, le huitième de finale entre le FC Barcelone et le club français d'ACCS est diffusé sur La chaîne L'Équipe.
Lors de l'édition suivante, ACCS est repêché pour le Final 4 et les quatre rencontres (demi-finales, match pour la troisième place puis la finale) sont diffusées en direct ou différé sur L'Équipe TV,.

## Palmarès

### Palmarès par édition
| N°                                      | Édition                   | Vainqueur                 | Finaliste                 | Score                     | Lieu(x) de la finale               |                           |
| Coupe de futsal de l'UEFA               | Coupe de futsal de l'UEFA | Coupe de futsal de l'UEFA | Coupe de futsal de l'UEFA | Coupe de futsal de l'UEFA | Coupe de futsal de l'UEFA          | Coupe de futsal de l'UEFA |
| --------------------------------------- | ------------------------- | ------------------------- | ------------------------- | ------------------------- | ---------------------------------- | ------------------------- |
| 1                                       | 2002                      | Playas de Castellón       | Action 21 Charleroi       | 5 - 1                     | Lisbonne                           |                           |
| 2                                       | 2003                      | Playas de Castellón (2)   | Action 21 Charleroi       | 1 - 1 et 6 - 4            | Charleroi et Castellón de la Plana |                           |
| 3                                       | 2004                      | Interviú Madrid           | Benfica                   | 4 - 1 et 4 - 3            | Torrejón de Ardoz et Lisbonne      |                           |
| 4                                       | 2005                      | Action 21 Charleroi       | Dinamo Moscou             | 4 - 3 et 6 - 6            | Charleroi et Moscou                |                           |
| 5                                       | 2006                      | Interviú Madrid (2)       | Dinamo Moscou             | 6 - 3 et 3 - 4            | Alcalá de Henares et Moscou        |                           |
| 6                                       | 2007                      | Dinamo Moscou             | Interviú Madrid           | 2 - 1                     | Murcie                             |                           |
| 7                                       | 2008                      | Viz-Sinara Iekaterinbourg | ElPozo Murcia             | 4 - 4 (3 - 2tab)          | Moscou                             |                           |
| 8                                       | 2009                      | Inter Movistar (3)        | Viz-Sinara Iekaterinbourg | 5 - 1                     | Iekaterinbourg                     |                           |
| 9                                       | 2010                      | Benfica                   | Inter Movistar            | 3 - 2ap                   | Lisbonne                           |                           |
| 10                                      | 2011                      | Montesilvano Calcio       | Sporting CP               | 5 - 2                     | Almaty                             |                           |
| 11                                      | 2012                      | FC Barcelone              | Dinamo Moscou             | 3 - 1                     | Lleida                             |                           |
| 12                                      | 2013                      | Kairat Almaty             | Dinamo Moscou             | 4 - 3                     | Tbilissi                           |                           |
| 13                                      | 2014                      | FC Barcelone (2)          | Dinamo Moscou             | 5 - 2                     | Bakou                              |                           |
| 14                                      | 2015                      | Kairat Almaty (2)         | FC Barcelone              | 3 - 2                     | Lisbonne                           |                           |
| 15                                      | 2016                      | Gazprom-Iougra Iougorsk   | Inter Movistar            | 4 - 3                     | Guadalajara                        |                           |
| 16                                      | 2017                      | Inter FS (4)              | Sporting CP               | 7 - 0                     | Almaty                             |                           |
| 17                                      | 2018                      | Inter FS (5)              | Sporting CP               | 5 - 2                     | Saragosse                          |                           |
| Ligue des champions de futsal de l'UEFA |                           |                           |                           |                           |                                    |                           |
| 18                                      | 2019                      | Sporting CP               | Kairat Almaty             | 2 - 1                     | Almaty                             |                           |
| 19                                      | 2020                      | FC Barcelone (3)          | ElPozo Murcie             | 2 - 1                     | Barcelone                          |                           |
| 20                                      | 2021                      | Sporting CP (2)           | FC Barcelone              | 4 - 3                     | Zadar                              |                           |
| 21                                      | 2022                      | FC Barcelone (4)          | Sporting CP               | 4 - 0                     | Riga                               |                           |
| 22                                      | 2023                      | Palma Futsal              | Sporting CP               | 1 - 1 (5 - 3 tab)         | Palma de Majorque                  |                           |
| 23                                      | 2024                      | Palma Futsal (2)          | FC Barcelone              | 5 - 1                     | Erevan                             |                           |
| 24                                      | 2025                      | Palma Futsal (3)          | Kairat Almaty             | 9 - 4                     | Le Mans                            |                           |
| 25                                      | 2026                      |                           |                           | -                         |                                    |                           |

### Palmarès par club
Au terme de l'édition 2021-2022, le FC Barcelone et le Kairat Almaty sont les deux clubs ayant pris part au plus de phase finales avec neuf éditions, devant l'Inter FS et le Sporting CP (huit chacun), le FC Dynamo (six) et Benfica (cinq). Les autres clubs sont ensuite maximum à trois participations au dernier tour de la compétition.
| Rang | Club                          | Victoires                        | Finales perdues | Phases finales | Saisons |
| ---- | ----------------------------- | -------------------------------- | --------------- | -------------- | ------- |
| 1    | Inter Fútbol Sala             | 5 (2004, 2006, 2009, 2017, 2018) | 3               | 8              | 13      |
| 2    | FC Barcelone                  | 4 (2012, 2014, 2020, 2022)       | 3               | 10             |         |
| 3    | Palma Futsal                  | 3 (2023, 2024, 2025)             | 0               | 3              |         |
| 4    | Sporting CP                   | 2 (2019, 2021)                   | 5               | 12             | 15      |
| 5    | Kairat Almaty                 | 2 (2013, 2015)                   | 2               | 10             | 19      |
| 6    | Playas de Castellón           | 2 (2002, 2003)                   | 0               |                |         |
| 7    | Dinamo Moscou                 | 1 (2007)                         | 5               | 6              |         |
| 8    | Action 21 Charleroi           | 1 (2005)                         | 2               |                |         |
| 9    | MFK Viz-Sinara Iekaterinbourg | 1 (2008)                         | 1               |                |         |
| 9    | SL Benfica                    | 1 (2010)                         | 1               | 7              |         |
| 10   | ASD Città di Montesilvano     | 1 (2011)                         | 0               |                |         |
| 10   | Gazprom-Iougra Iougorsk       | 1 (2016)                         | 0               |                |         |
| 13   | ElPozo Murcia                 | 0                                | 2               |                |         |

### Palmarès par nation
Au terme de l'édition 2021-2022, l'Espagne domine la compétition en termes de phase finale disputée par ses clubs (vingt équipes au total) devant la Russie (quinze) et le Portugal (treize). Cet ordre est le même pour le podium de qualification en finale.
| #                                        | Pays       | Victoires | Finales perdues | Phase finale |
| ---------------------------------------- | ---------- | --------- | --------------- | ------------ |
| 1                                        | Espagne    | 11        | 6               | 20           |
| 2                                        | Russie     | 3         | 6               | 15           |
| 3                                        | Portugal   | 3         | 5               | 13           |
| 4                                        | Kazakhstan | 2         | 1               | 9            |
| 5                                        | Belgique   | 1         | 2               | 3            |
| 6                                        | Italie     | 1         | 0               | 4            |
| mise à jour : fin de l'édition 2021-2022 |            |           |                 |              |

## Personnalités

### Records de titres
À l'issue de leur victoire de 2022, Sergio Lozano et Ortiz égalent le record de quatre titres de Gabriel. Douze joueurs remportent la compétition à trois reprises,.
En 2022, Jesús Velasco devient le premier entraîneur à remporter trois titres.

### Records de matchs
| #                             | Nom           | M  |
| ----------------------------- | ------------- | -- |
| 1                             | Jesús Velasco | 64 |
| 2                             | Nuno Dias     | 59 |
| 3                             | Alesio (en)   | 50 |
| 4                             | Ivan Božović  | 49 |
| 5                             | Fulvio Colini | 44 |
| mise à jour : 21 octobre 2023 |               |    |

| #                             | Nom                | M  |
| ----------------------------- | ------------------ | -- |
| 1                             | João Matos         | 19 |
| 2                             | Sergio Lozano      | 16 |
| 3                             | Jesús Aicardo (en) | 15 |
| 4                             | Gabriel (en)       | 14 |
| 5                             | Ortiz              | 14 |
| mise à jour : 21 octobre 2023 |                    |    |

| #                             | Nom                    | M  |
| ----------------------------- | ---------------------- | -- |
| 1                             | João Matos             | 76 |
| 2                             | Rizvan Farzaliyev (en) | 69 |
| 3                             | Lúcio                  | 69 |
| 4                             | Ricardinho             | 67 |
| 5                             | Michal Mareš (en)      | 66 |
| mise à jour : 21 octobre 2023 |                        |    |

En 2021-2022, l'entraîneur du Sporting CP, Nuno Dias, dispute son treizième match de phase finale en six édition, et sa cinquième finale, un record.

En 2022, le capitaine du Sporting, João Matos, joue son 17e match de phase finale, record absolu.

### Meilleurs buteurs
| #                             | Nom            | Buts |
| ----------------------------- | -------------- | ---- |
| 1                             | Ferrão         | 11   |
| 2                             | Esquerdinha    | 10   |
| 3                             | deux joueurs   | 8    |
| 4                             | quatre joueurs | 7    |
| 5                             | cinq joueurs   | 6    |
| mise à jour : 21 octobre 2023 |                |      |

| #                             | Nom             | Buts |
| ----------------------------- | --------------- | ---- |
| 1                             | Ricardinho      | 55   |
| 2                             | André Vanderlei | 54   |
| 3                             | Lúcio           | 50   |
| 4                             | Vitaliy Borisov | 45   |
| 5                             | Cirilo          | 44   |
| mise à jour : 21 octobre 2023 |                 |      |

En finale de l'édition 2021-2022, le but de Ferrão est son onzième en phase finale, un de plus que l'ancien record détenu par son coéquipier du FC Barcelone, Esquerdinha.
| Meilleurs buteurs par édition | Meilleurs buteurs par édition | Meilleurs buteurs par édition | Meilleurs buteurs par édition | Meilleurs buteurs par édition   | Meilleurs buteurs par édition | Meilleurs buteurs par édition |
| Édition                       | Compétition entière           | Compétition entière           | Compétition entière           | Phase finale                    | Phase finale                  | Phase finale                  |
| Édition                       | Meilleur buteur               | Club                          | Buts                          | Meilleur buteur                 | Club                          | Buts                          |
| ----------------------------- | ----------------------------- | ----------------------------- | ----------------------------- | ------------------------------- | ----------------------------- | ----------------------------- |
| 2001-2002                     | Joan                          | Playas de Castellón FS        | 13                            |                                 |                               |                               |
| 2002-2003                     | André Vanderlei               | Action 21 Charleroi           | 15                            |                                 |                               |                               |
| 2003-2004                     | André Vanderlei (2)           | Action 21 Charleroi (2)       | 19                            |                                 |                               |                               |
| 2004-2005                     | Sergei Ivanov                 | FC Dynamo                     | 14                            |                                 |                               |                               |
| 2005-2006                     | Predrag Rajić                 | KMF Marbo Beograd             | 12                            |                                 |                               |                               |
| 2006-2007                     | Serhiy Sytin                  | FC Shakhtar Donetsk           | 10                            | trois joueurs                   | trois clubs                   | 2                             |
| 2007-2008                     | Karim Bali                    | FT Antwerpen                  | 13                            | quatre joueurs                  | quatre clubs                  | 2                             |
| 2008-2009                     | Samir Makhoukhi               | FC Blok Beverwijk             | 9                             | Schumacher                      | Inter FS                      | 3                             |
| 2009-2010                     | Joel Queirós                  | Benfica                       | 12                            | Arnaldo Pereira et Joel Queirós | Benfica                       | 3                             |
| 2010-2011                     | Chimel Vita Nzaka             | Kremlin-Bicêtre United        | 16                            | Leo Santana                     | Kairat Almaty                 | 3                             |
| 2011-2012                     | Ion Al-Ioani                  | Győri ETO FC                  | 13                            | Wilde                           | FC Barcelone                  | 3                             |
| 2012-2013                     | quatre joueurs                | quatre clubs                  | 10                            | Rodrigo Fumaça                  | Kairat Almaty (2)             | 4                             |
| 2013-2014                     | Betinho (2)                   | Sporting Paris (3)            | 11                            | Adriano Foglia                  | Araz Naxçivan                 | 3                             |
| 2014-2015                     | trois joueurs                 | trois clubs                   | 10                            | trois joueurs                   | trois clubs                   | 4                             |
| 2015-2016                     | Eder Lima                     | Iougra Iougorsk               | 13                            | Andrei Afanasyev                | Iougra Iougorsk               | 3                             |
| 2016-2017                     | quatre joueurs                | quatre clubs                  | 9                             | Ricardinho                      | Inter FS (2)                  | 4                             |
| 2017-2018                     | Halim Selmanaj                | Liburn                        | 12                            | Esquerdinha                     | FC Barcelone (2)              | 4                             |
| 2018-2019                     | Michał Kubik                  | Record Bielsko-Biała          | 10                            | Dieguinho                       | Sporting CP                   | 3                             |
| 2019-2020                     | Renan Mantelli                | Omonia Nicosia                | 16                            | Yanar Asadov                    | KPRF                          | 2                             |
| 2020-2021                     | Petro Shoturma                | Kherson Futsal                | 7                             | Ferrão                          | FC Barcelone (3)              | 5                             |
| 2021-2022                     | Mirko Marinković              | Diamant Linz                  | 11                            | cinq joueurs                    | cinq clubs                    | 2                             |
| 2022-2023                     | Vinicius Lazzaretti           | Piast Gliwice                 | 11                            | Ivan Chishkala                  | Benfica                       | 3                             |